# خلل التنسج الأديمي الظاهر
خلل التنسج الأديمي الظاهر ( ED ) ليس اضطرابًا واحدًا، بل مجموعة من المتلازمات المستمدة جميعًا من تشوهات الهياكل الأديمية الخارجية.  :570 تم تحديد أكثر من 150 متلازمة مختلفة. 
على الرغم من أن بعض المتلازمات لها أسباب وراثية مختلفة، إلا أن الأعراض تتشابه في بعض الأحيان. يتم التشخيص عادةً عن طريق الملاحظة السريرية، وغالبًا بمساعدة تاريخ الأسرة الطبي حتى يمكن تحديد ما إذا كان الانتقال صبغيًا سائدًا أو متنحيًا.
تم تشخيص حوالي 7,000 شخص بحالة خلل التنسج الأديمي الظاهر في جميع أنحاء العالم. بعض شروط خلل التنسج الأديمي الظاهر موجودة فقط في وحدات عائلية فردية وتُستَمَد من طفرات حديثة. يمكن أن يحدث خلل التنسج الأديمي الظاهر في أي سلالة بشرية ولكنه أكثر انتشارًا في القوقازيين عن أي مجموعة أخرى وخاصةً في القوقازيين ذوي البشرة الفاتحة.
يتم وصف خلل التنسج الأديمي الظاهر بأنه «حالات وراثية حيث يوجد خلل في اثنين أو أكثر من التركيبات الأديمية الخارجية مثل الشعر والأسنان والأظافر والغدد العرقية والغدد اللعابية وهيكل الجمجمة الوجهي والأطراف وأجزاء أخرى من الجسم.» 

## الأعراض

### الشعر
لدي الأفراد المصابون بمتلازمة خلل التنسج الأديمي الظاهر في كثير من الأحيان تشوهات في بصيلات الشعر. قد يكون شعر فروة الرأس والجسم رقيقًا ومتناثرًا وخفيفًا جدًا في اللون، على الرغم من أن نمو اللحية عند الذكور المتأثرة قد يكون طبيعيًا. قد ينمو الشعر ببطء شديد أو بشكل متقطع وقد يكون هشًا للغاية أو مجعدًا أو حتى ملتويًا. الشعر شديد الجعودة أيضا ممكن حدوثة.

### الأظافر
قد تكون أظافر القدم واليد غير طبيعية ظاهريا أو ملونة أو بطيئة النمو أو هشة. وقد تكون البشرة عرضة للعدوى.

### البشرة
قد يكون الجلد مصطبغ بخفة. يمكن للجلد المصاب أن ينموا بصبغة مفتقرة اللون بشكل دائم. في بعض الحالات، قد يظهر التصبغ الأحمر أو البني. يمكن أن يكون الجلد عرضة للطفح الجلدي أو الالتهابات ويمكن أن يكون سميكًا على الكفين والأخمصين. يجب توخي الحذر لمنع التشقق والنزيف والعدوى.

### الغدد العرقية
لا يمكن للأفراد المتضررين من بعض متلازمات خلل التنسج الأديمي الظاهر التعرق. قد تعمل غدد العرق بشكل غير طبيعي أو قد لا تنمو على الإطلاق بسبب البروتينات غير النشطة في الغدد العرقية. بدون إنتاج العرق الطبيعي، لا يمكن للجسم تنظيم درجة حرارته بشكل سليم. لذلك، يعد الانهاك مشكلة شائعة، خاصة أثناء الطقس الحار. الوصول إلى بيئات باردة أمر مهم. 

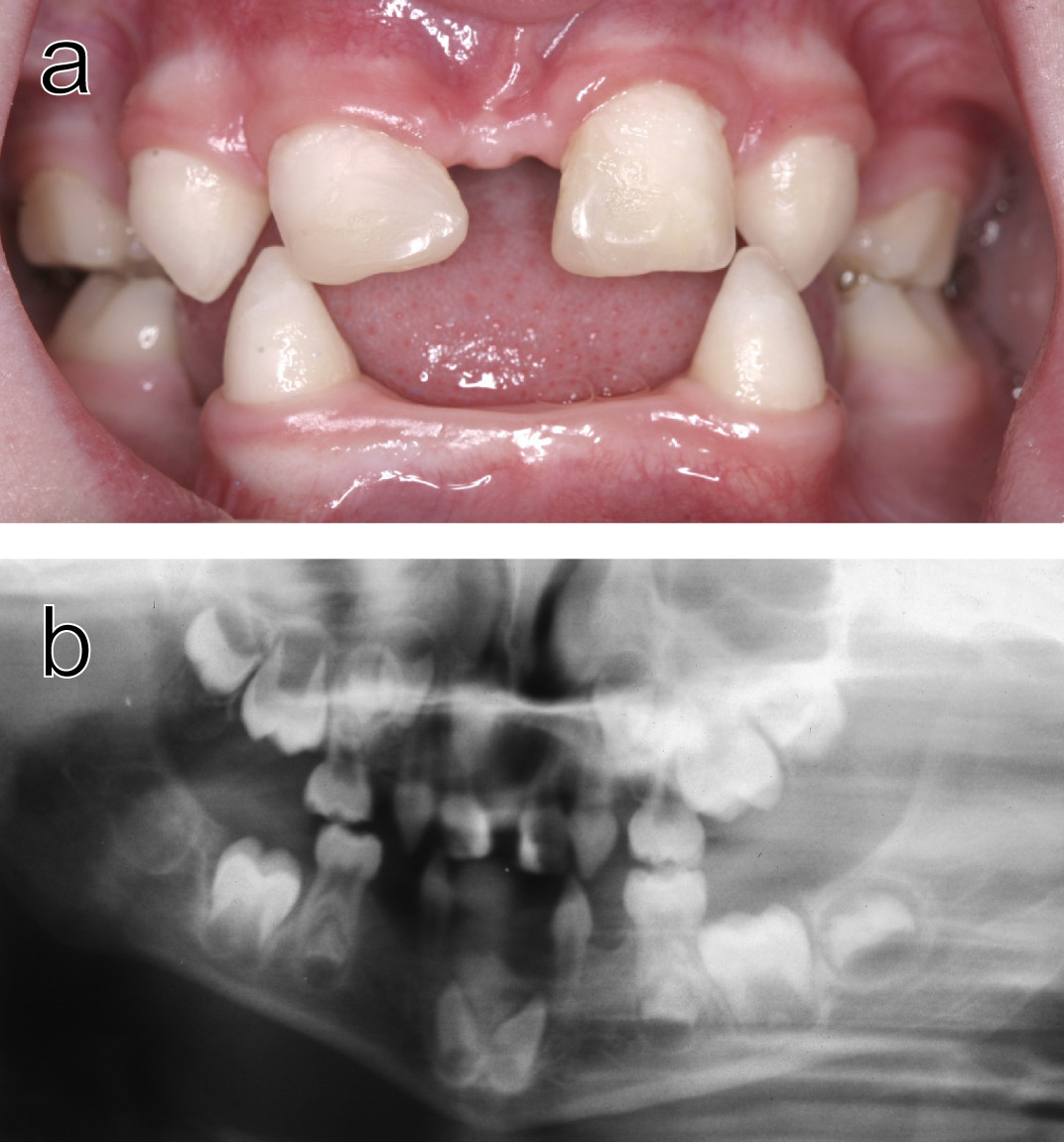
تشوهات الأسنان لدى فتاة تبلغ من العمر 5 سنوات من عائلة شمالية في السويد عانت من أعراض مختلفة من خلل التنسج الوراثي الغضروفي الدماغي المهيمن (HED):
أ) عَرض داخل الفم. لاحظ أنه تم إصلاح القواطع العلوية بمواد مُركبة لإخفاء شكلها المخروطي الأصلي.
ب) تقويم عظام يظهر غياب عشرة أسنان أولية وأحد عشر دائمة في فكي الشخص نفسه.

### الغدد اللعابية
درست العديد من الدراسات معدل تدفق اللعاب لدى الأفراد المصابين ووجدت أن تدفق اللعاب النكفي وتحت الفك يتراوح بين 5 إلى 15 مرة أقل من المتوسط. يتفق هذا مع طبيعة الغدد اللعابية التي تكون من أصل جلدي، على الرغم من أن بعض النتائج قد أشارت إلى أن هناك أيضًا مدخلات جلدية متوسطة. 

### الأسنان
يؤدي تطور براعم الأسنان في كثير من الأحيان إلى غياب الأسنان الخلقي (وجود مجموعة دائمة في العديد من الحالات) و / أو نمو الأسنان التي تكون على شكل وتدي أو مدبب. قد يكون المينا معيبًا أيضًا. يعتبر علاج الأسنان التجميلي ضروريًا دائمًا وقد يحتاج الأطفال إلى أطقم أسنان في عمر مبكر. غالبًا ما تكون هناك حاجة إلى بدائل أسنان متعددة مع نمو الطفل، وقد تكون زراعة الأسنان خيارًا في مرحلة المراهقة، بمجرد نمو الفك بالكامل. في الوقت الحاضر، يعد خيار استخراج الأسنان واستبدالها بزراعة الأسنان أمرًا شائعًا للغاية. في حالات أخرى، يمكن تتويج الأسنان. قد يكون تقويم الأسنان ضروريًا أيضًا. لأن علاج الأسنان معقد، فمن الأفضل اتباع نهج متعدد التخصصات. 

### خصائص أخرى
غالبًا ما يكون للأشخاص الذين يعانون من خلل التنسج الأديمي الظاهر بعض الميزات القحفية - الوجهية التي يمكن أن تكون مميزة: يعد التوسّع الجبهي الأمامي شائعًا، الذقن الطويلة أو الأكثر وضوحًا متكررة الحدوث، والأنوف الأوسع نطاقًا شائعة جدًا. في بعض أنواع خلل التنسج الأديمي الظاهر، يمكن أن يؤدي النمو غير الطبيعي لأجزاء العين إلى جفاف العين وإعتام عدسة العين وعيوب الرؤية. يمكن أن تساعد العناية الاحترافية بالعيون في تقليل تأثيرات خلل التنسج الأديمي الظاهر على الرؤية. وبالمثل، قد تسبب التشوهات في نمو الأذن مشاكل في السمع. يمكن أن تكون التهابات الجهاز التنفسي أكثر شيوعًا لأن الإفرازات الوقائية الطبيعية للفم والأنف غير موجودة. يجب اتخاذ الاحتياطات اللازمة للحد من الالتهابات. 

## علم الوراثة
يمكن تصنيف خلل التنسج الأديمي الظاهر حسب الوراثة (وراثي صبغي مهيمن، وراثي صبغي منحسر ومرتبط بـ X) أو التي تتضمن فيها الهياكل (الشعر والأسنان والأظافر و / أو الغدد العرقية).
هناك عدة أنواع مختلفة لها أسباب وراثية مميزة :
- ترتبط كل من متلازمة هاي ويلز ومتلازمة راب هودكين ومتلازمة EEC مع TP63. [11]
- خلل التنسج الأديمي الظاهر ناقص التعرق يمكن أن يترافق مع EDA ،EDAR و EDARADD.
- يرتبط نمو جزيرة مارجاريتا الشاذ بـ PVRL1.
- ويرتبط خلل التنسج الأديمي الظاهر مع هشاشة الجلد بPKP1.
- يرتبط خلل التنسج الجلدي الأديمي الظاهر الكلوي مع GJB6.
- وترتبط متلازمة نايجيلي / التهاب الجلد الصباغي شبكي مع KRT14.
- ينتج ثخن الأظفار الخلقي عن كيراتينات متعددة.
- يرتبط نقص تنسج الجلد البؤري مع PORCN.
- ترتبط متلازمة إليس فان كريفيلد بـ EVC.
- يشير خلل التنسج النخاعي إلى عدة ظروف مختلفة تؤثر بشكل انتقائي على اليدين والقدمين.

## الحالات البارزة
- الممثل الأمريكي مايكل بيريمان.

- المتزلج والفنان ليفي هوكن، وهو معروف بمقاطع الفيديو «نيك مينيت» الخاصة به على يوتيوب.

- عارضة الأزياء ميلاني غايدوس، التي اشتهرت لأول مرة من خلال ظهورها في الفيديو الموسيقي ماين هيرتز برينت (Mein Herz brennt) من رامشتاين ومنذ ذلك الحين ظهرت في العديد من المجلات الراقية.

- مستخدم اليوتيوب CoryxKenshin.

- نجم حساب الانستغرام holygxd ولين سبيريت.[12]